# Kim Plugge
Kim Plugge, nach Heirat Kim Wunderlin (* 6. Juni 1975 in Alkmaar, Niederlande), ist eine ehemalige  Schweizer Ruderin.

## Sportliche Karriere
Kim Plugge war 1993, noch für die Niederlande startend, Sechste im Einer bei den Junioren-Weltmeisterschaften. 1996 startete sie beim Nations-Cup, einem Vorgängerwettbewerb der U23-Weltmeisterschaften, für die Schweiz und belegte den vierten Platz im Einer. 1999 ruderte sie zusammen mit Pamela Weisshaupt im Leichtgewichts-Doppelzweier, bei den Weltmeisterschaften in St. Catharines belegten die Schweizerinnen den siebten Platz. 
2000 wechselte Pia Vogel, die amtierende Weltmeisterin im Leichtgewichts-Einer, zu Kim Plugge in den Doppelzweier. Beim Ruder-Weltcup in Wien belegten die beiden den dritten Platz, in Luzern wurden sie Fünfte. Bei den Olympischen Spielen 2000 in Sydney belegten die Schweizerinnen im Vorlauf den zweiten Platz hinter den Rumäninnen und gewannen ihren Hoffnungslauf. Im Halbfinal erreichten sie als Dritte hinter den Booten aus den Vereinigten Staaten und den Niederlanden das Ziel und qualifizierten sich damit für den A-Final. Dort ruderten die beiden Schweizerinnen auf den fünften Platz, im Ziel hatten sie etwas über neun Sekunden Rückstand auf die drittplatzierte US-Crew.
Plugge begann ihre Ruderlaufbahn in Alkmaar, in der Schweiz ruderte sie für den Seeclub Stansstad und den See-Club Luzern. Sie gewann zehn Schweizer Meistertitel im Rudern.